# Liberté-Dimanche
Liberté-Dimanche est un journal hebdomadaire régional de la presse écrite française, vendu en Seine-Maritime. il fut créé en 1950 par Roger Parment qui le dirigea jusqu'à sa mort, en 1992.
En septembre 2006, son format et sa pagination (60 pages) sont modifiés.
À partir de mars 2016, il est remplacé par l'édition dominicale de Paris-Normandie.

## Anciens journalistes
- Roger Parment
- André Renaudin
- Pierre Labigne